# Mosquée chah sultan Hussein
La mosquée chah sultan Hussein est une mosquée située au village de Novkhani dans le district d'Abcheron en Azerbaïdjan.

## Histoire
La mosquée chah sultan Hussein, située au village de Novkhani dans le district d'Abcheron, a été construite au XVIIIe siècle. La mosquée appartient à l'école d'architecture d'Abcheron.
Dans le cadre des politiques anti-religieuses, la mosquée a été fermée aux visiteurs par les autorités soviétiques dans les années 1930. En conséquence, la mosquée a été détruite et est devenue inutile.

## Galerie

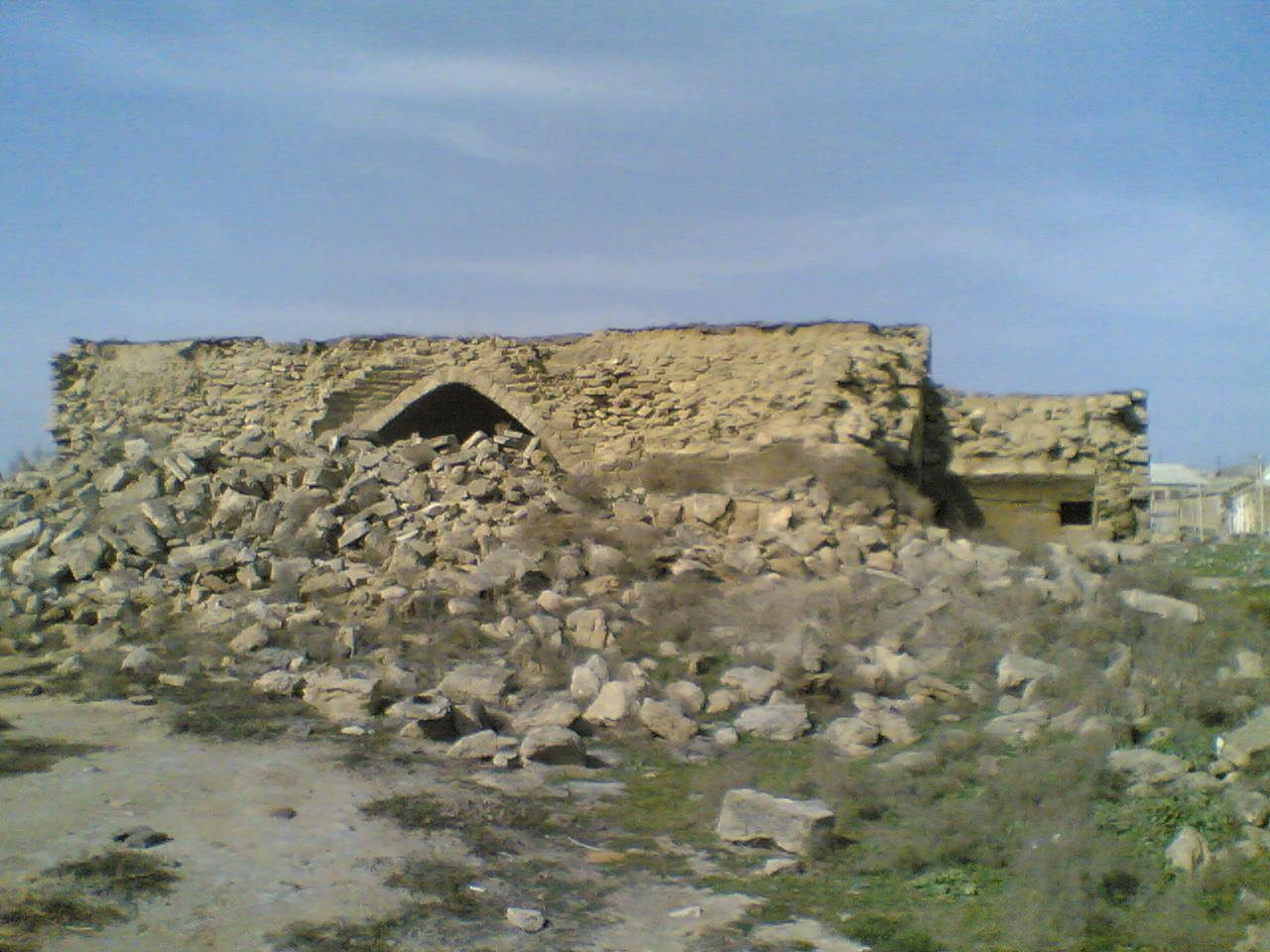
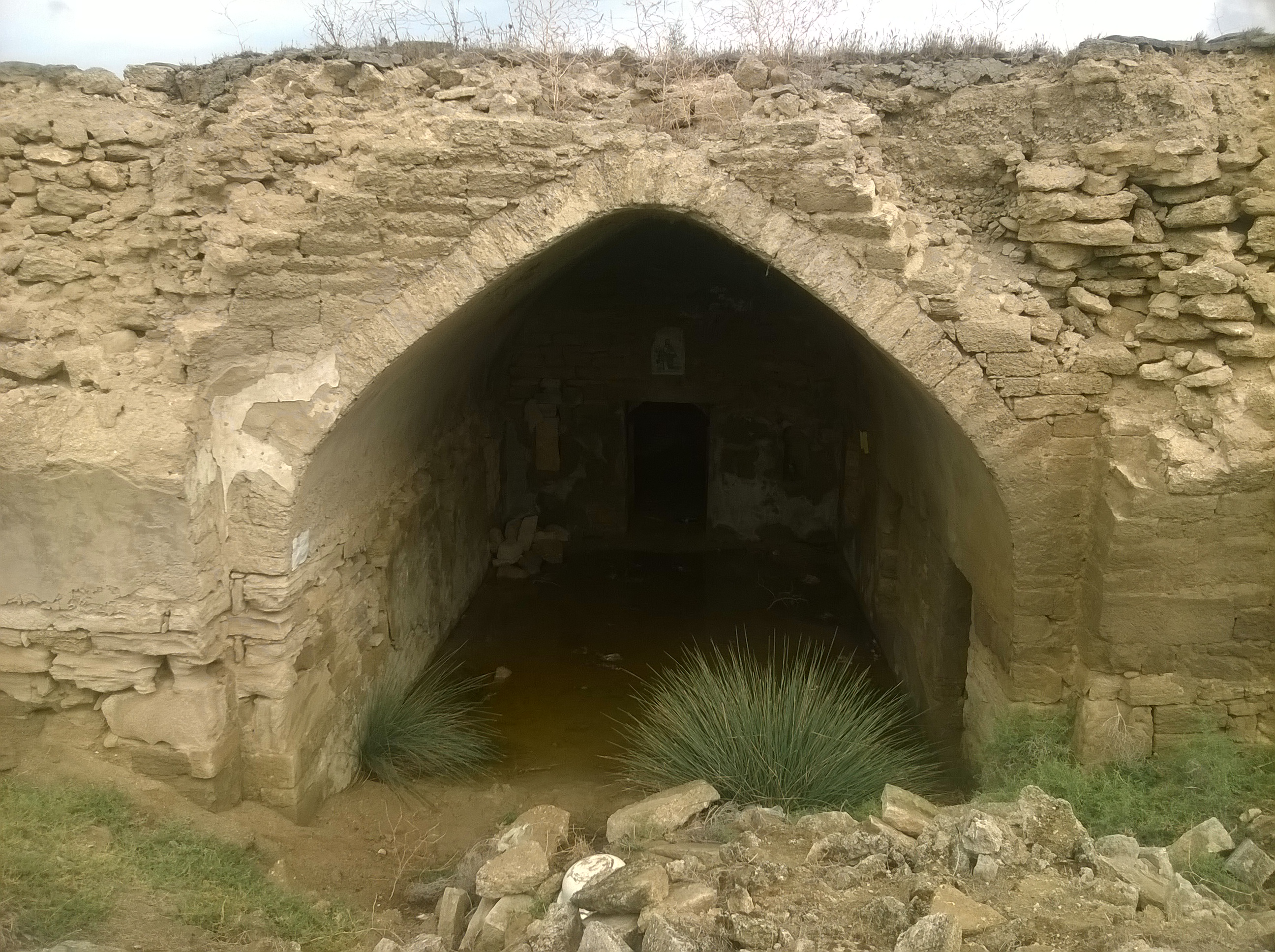
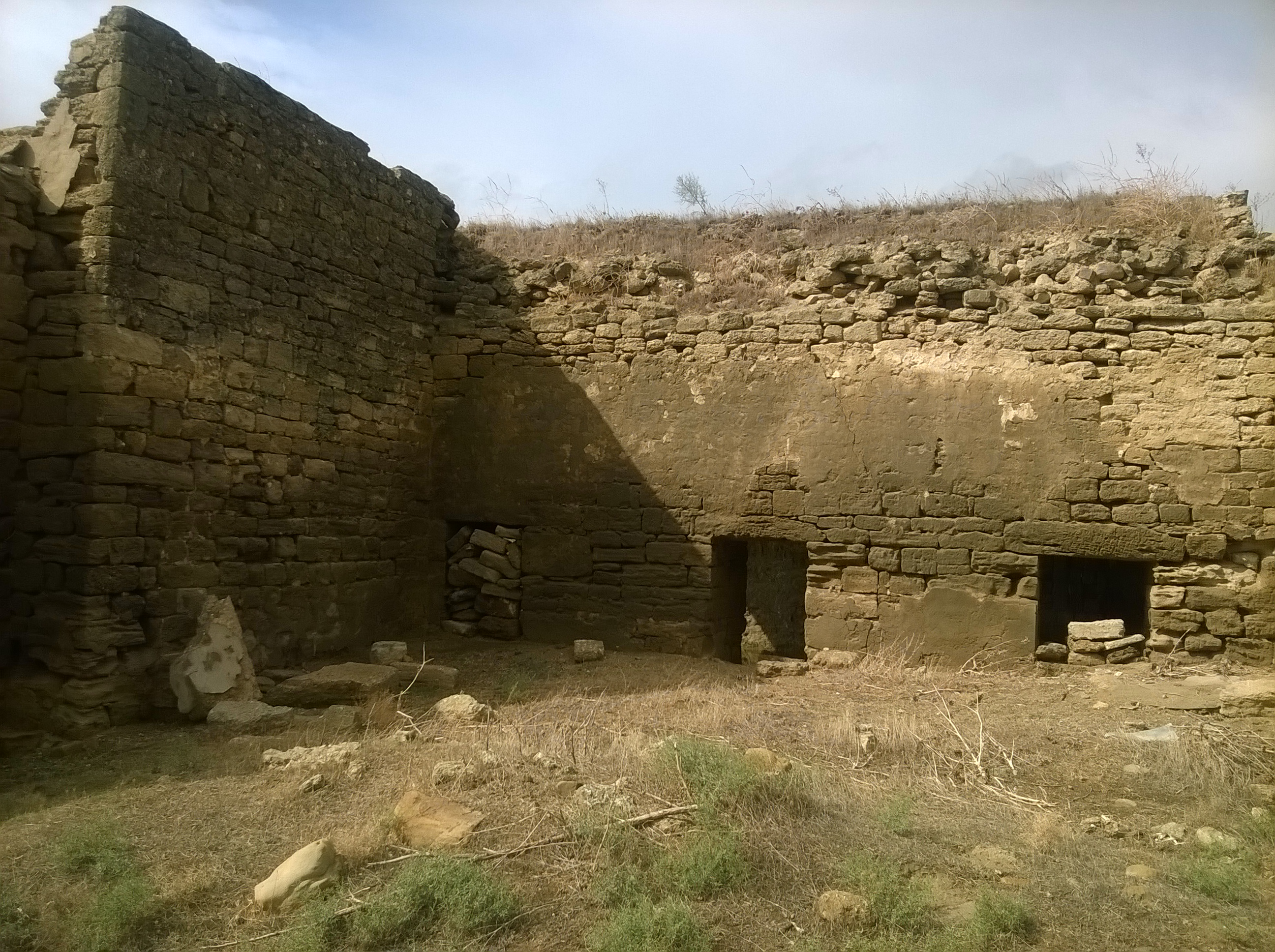
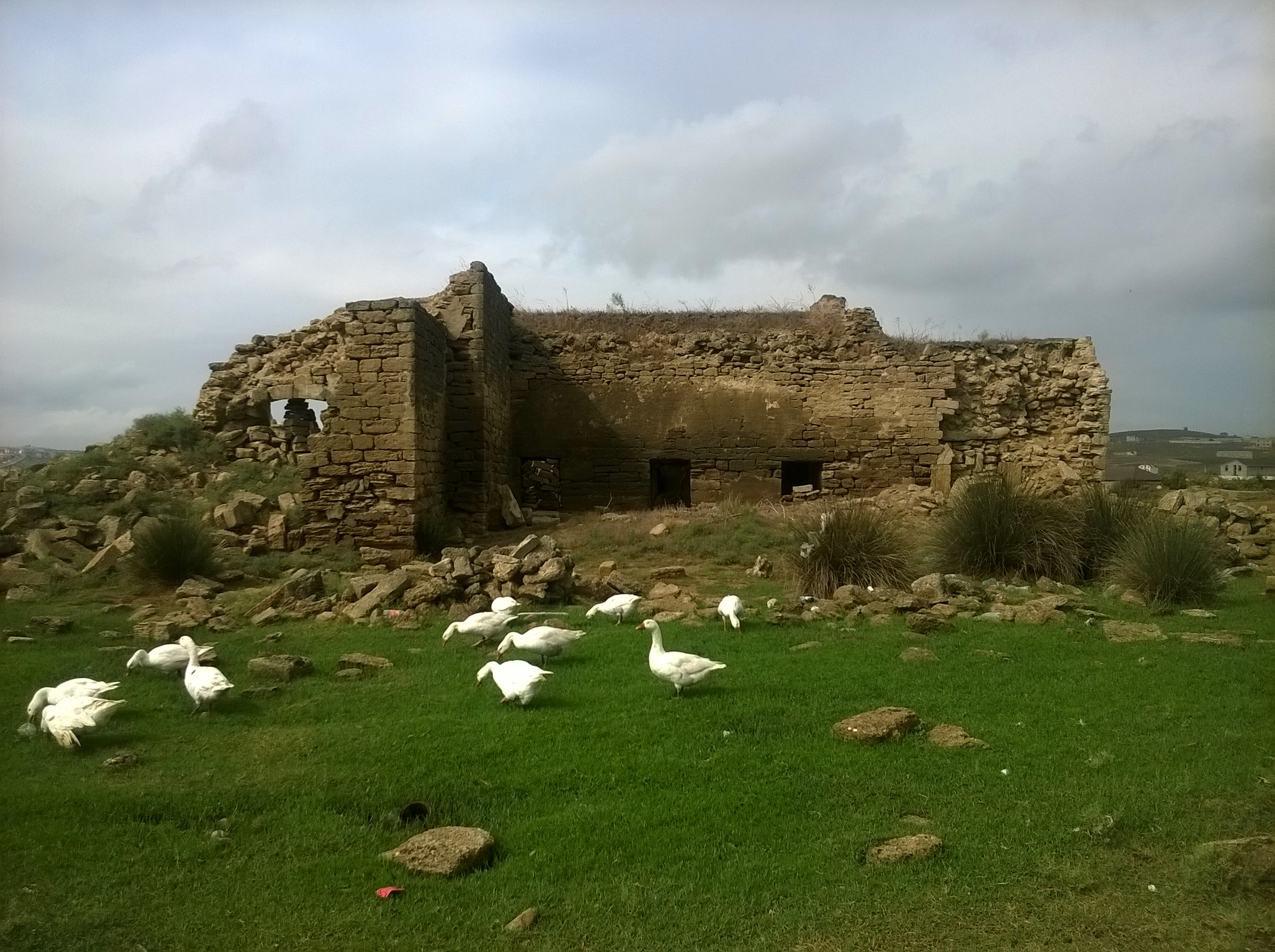
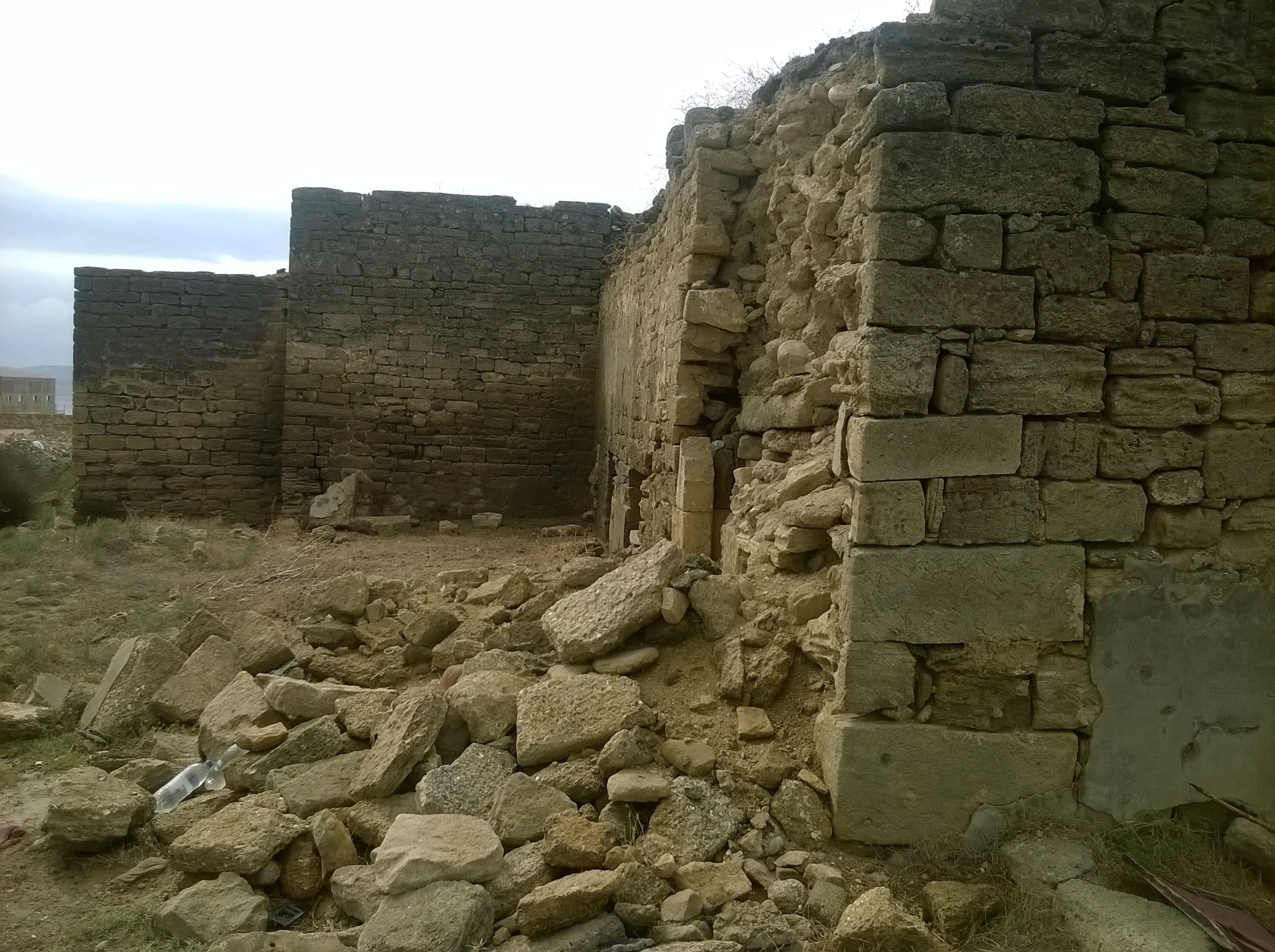
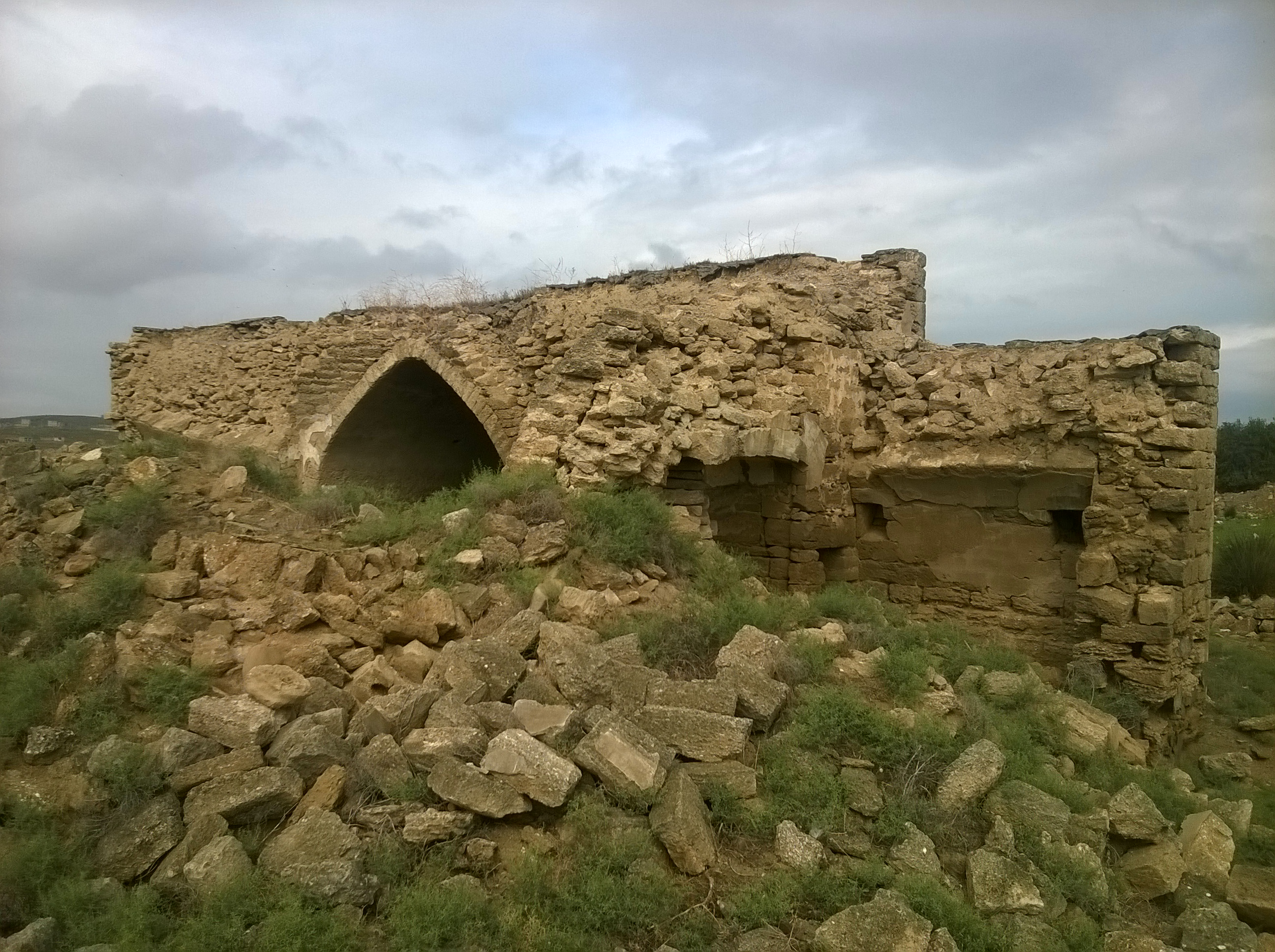
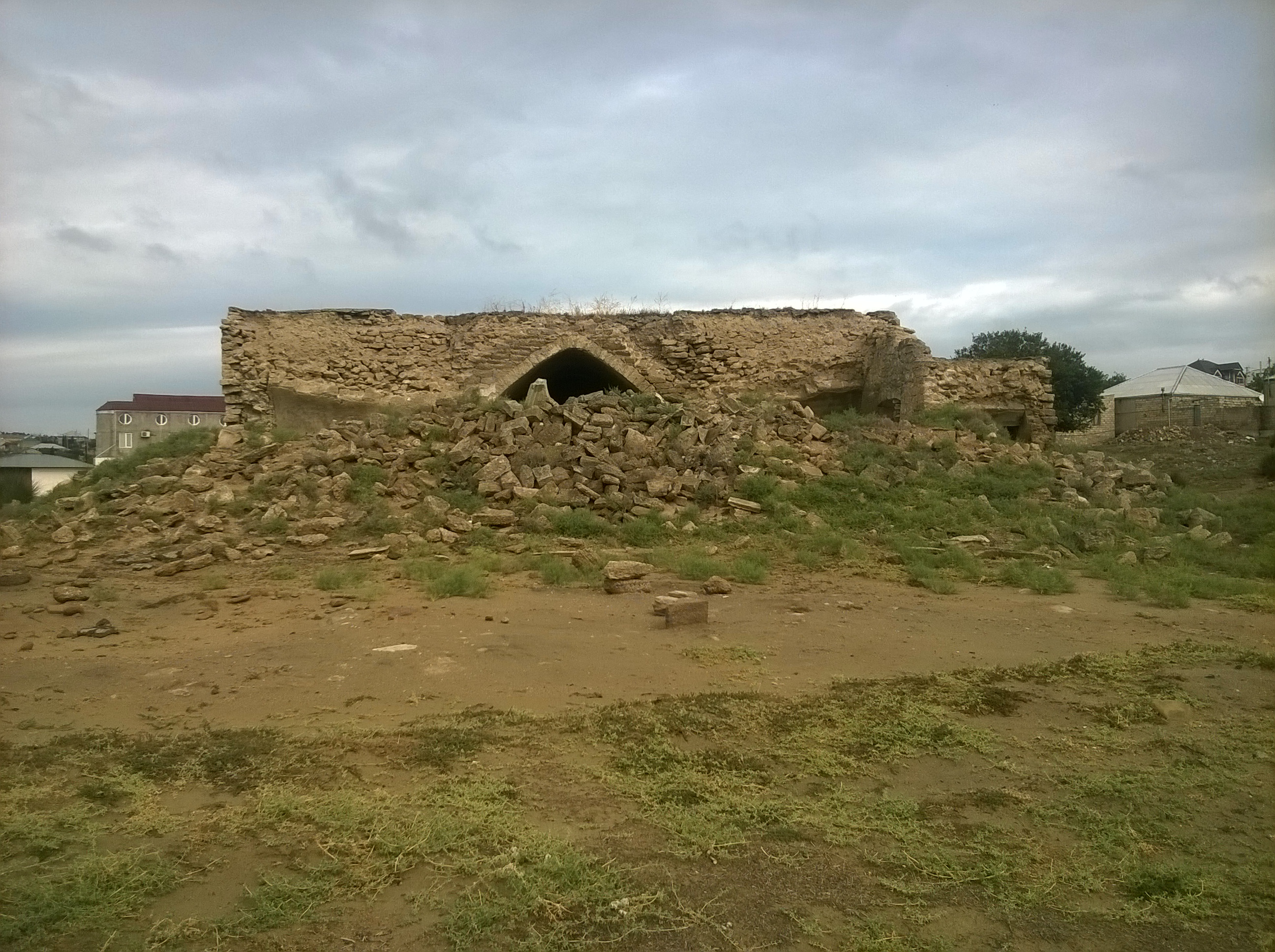